# غریبه (فیلم ۲۰۰۸)
غریبه یا بیگانه (به انگلیسی: Outlander) فیلمی محصول سال ۲۰۰۸ و به کارگردانی هاوارد مک‌کین است. در این فیلم بازیگرانی همچون جیمز کاویزل، سوفیا مایلز، جک هیوستون، ران پرلمن، جان هرت و ایدن دوین ایفای نقش کرده‌اند.